# Vakarufalhi
Vakarufalhi ist eine Insel der Malediven. Sie liegt im Südosten des Ari-Atolls, etwa 95 Kilometer von der Hauptstadt (Hauptinsel) Malé entfernt.
Auf der kleinen Insel (ca. 220 × 250 Meter) befindet sich das Vakarufalhi Island Resort mit 50 Bungalows.